# Батилл
Бати́лл (лат. Bathyllus; умер после 27 года до н. э.) — древнеримский мим, живший в период правления императора Октавиана Августа (27 год до н. э. — 14 год н. э.).

## Биография
О Батилле известно то, что он родился в Александрии (в Египте) и, вероятно, был фаворитом и сначала рабом, а затем вольноотпущенником Мецената в Риме. Он первым ввёл особого рода мимические представления и за свой талант стал любимцем римского народа; особенно преуспел в комическом жанре и «сладострастных» сюжетах.
Его соперником по искусству был киликиец Пилад, имя которого поэтому постоянно упоминается вместе с именем Батилла; в отличие от Батилла, Пилад был мимом-трагиком. Ссоры Батилла и Пилада вызывали драки в театре между группами поклонников мимов на глазах Августа. В конце концов соперничество завершилось победой Батилла, поскольку Август изгнал Пилада из Рима. Батилл основал в Риме школу пантомимы, известную на протяжении нескольких последующих столетий.

## Тёзка
Имя «Батилл» носил также любимец Анакреонта, красоту которого поэт воспевал в своих песнях. На Самосе, откуда он был родом, в его честь была воздвигнута статуя.

## Источник
- Батилл // Энциклопедический словарь Брокгауза и Ефрона : в 86 т. (82 т. и 4 доп.). — СПб., 1890—1907.